# San Juan Cotzal

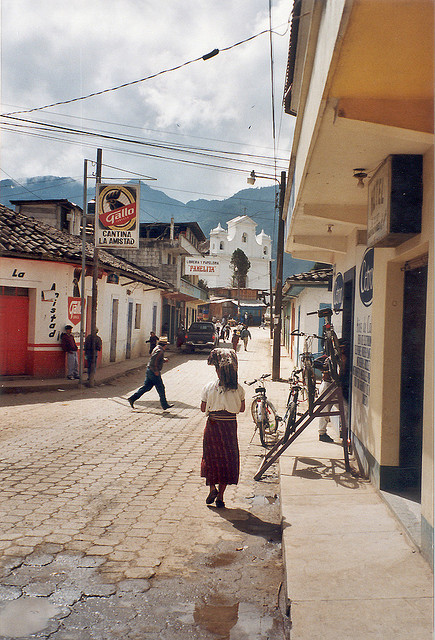
San Juan Cotzal

San Juan Cotzal ist eine guatemaltekische Großgemeinde im Departamento Quiché. Das administrative Zentrum ist das gleichnamige Dorf San Juan Cotzal.

## Bevölkerung
San Juan Cotzal wird vorwiegend von Ixil bewohnt. 2002 hatte die Gemeinde eine Bevölkerung von 20.050 Menschen.

## Geschichte
Zwischen 1982 und 1983 sollen sich im Zuge der Armeeoperationen Victoria 82 und Firmeza 83 in San Juan Cotzal, San Gaspar Chajúl und Santa María Nebaj elf Massaker mit 1171 ermordeten Personen und 1485 vergewaltigten Frauen ereignet haben. Im Januar 2012 wurde das Verfahren gegen den früheren Diktator Efraín Ríos Montt als Hauptverantwortlicher eröffnet.